# Buraco negro BTZ
O buraco negro BTZ, nomeado em homenagem a Máximo Bañados, Claudio Teitelboim e Jorge Zanelli, é uma solução de buraco negro para duas dimensões espaciais e um temporal (dimensões 2+1), e com uma constante cosmológica negativa.

## História
Em 1992, Bañados, Teitelboim e Zanelli descobriram a solução do buraco negro BTZ (Bañados, Teitelboim & Zanelli 1992). Quando a constante cosmológica é zero, uma solução de vácuo de dimensões 2+1 é necessariamente plana (o tensor de Weyl desaparece em três dimensões, enquanto o tensor de Ricci desaparece devido às equações de campo de Einstein, então o tensor de Riemann completo desaparece), e pode ser demonstrado que não existem soluções de buraco negro com horizontes de eventos. No entanto, graças à constante cosmológica negativa no buraco negro BTZ, é possível obter propriedades semelhantes às soluções de buracos negros de Schwarzschild e Kerr de 3+1 dimensões, que modelam buracos negros mais realísticos.

## Propriedades
As semelhanças com os buracos negros comuns em dimensões 3+1:
- Admite um teorema da calvície, que caracteriza completamente a solução através da sua massa, momento angular e carga.
- Apresenta as mesmas propriedades termodinâmicas que as soluções tradicionais de buracos negros, como os buracos negros de Schwarzschild ou Kerr, por exemplo, a sua entropia é capturada por uma lei análoga ao limite de Bekenstein em dimensões (3+1), com a área da superfície substituída pela circunferência do buraco negro BTZ.
- Assim como o buraco negro de Kerr, um buraco negro BTZ rotativo contém um horizonte interno e um externo, análogo a uma ergosfera.

Como a gravidade dimensional (2+1) não tem limite newtoniano, acredita-se que o buraco negro BTZ não é o estado final de um colapso gravitacional. No entanto, foi demonstrado que esse buraco negro poderia surgir do colapso da matéria e podemos calcular o tensor de energia-momento do BTZ da mesma forma que buracos negros (3+1) (Carlip 1995, section 3 Black Holes and Gravitational Collapse).
A solução BTZ é frequentemente discutida no campo da gravidade quântica de dimensões (2+1).

## Caso sem carga
A métrica na ausência de carga é dada por
{\displaystyle ds^{2}=-{\frac {(r^{2}-r_{+}^{2})(r^{2}-r_{-}^{2})}{l^{2}r^{2}}}dt^{2}+{\frac {l^{2}r^{2}dr^{2}}{(r^{2}-r_{+}^{2})(r^{2}-r_{-}^{2})}}+r^{2}\left(d\phi -{\frac {r_{+}r_{-}}{lr^{2}}}dt\right)^{2}}
onde {\displaystyle r_{+},~r_{-}} são os raios do buraco negro e {\displaystyle l} é o raio do espaço AdS3. A massa e o momento angular do buraco negro são dados, respectivamente, por
{\displaystyle M={\frac {r_{+}^{2}+r_{-}^{2}}{l^{2}}},\quad J={\frac {2r_{+}r_{-}}{l}}}
Os buracos negros BTZ sem carga elétrica são localmente isométricos ao espaço anti-de Sitter. Mais precisamente, corresponde a uma orbivariedade do espaço de cobertura universal de AdS3.
Um buraco negro BTZ rotativo admite curvas temporais fechadas.